# Paraepepeotes affinis
Paraepepeotes affinis là một loài bọ cánh cứng trong họ Cerambycidae.